# 李慧英 (1962年)
李慧英（1962年11月25日—），其他譯名有李惠英、李慧榮等，大韓民國女演員，其父親為著名導演李晚熙。

## 演出作品

### 電視劇
- 2004年：KBS《對不起，我愛你》飾演 奧黛莉
- 2005年：SBS《流行70》
- 2006年：KBS《請用笑臉回望》
- 2009年：KBS《花樣男子》飾演 姜熙秀（具俊表的媽媽）
- 2011年：MBC《能聽見我的心嗎？》飾演 邰賢淑
- 2018年：tvN《Mother》飾演 車英信／姜英信
- 2018年：tvN《武法律師》飾演 車文淑
- 2022年：tvN《Kill Heel》飾演 奇莫蘭
- 2022年：Disney+饰演 高会长
- 2024年：MBC《我們，家》饰演 洪思江

### 電影
- 1982年：《妈妈的婚礼》
- 1983年：《金玛丽夫人》
- 1984年：《膝盖之间》饰演 宝玲
- 1985年：《骄阳》
- 1986年：《冬季旅人》
- 1986年：《女王蜂》
- 1986年：《票》饰演 洪小姐
- 1986年：《跑的人，飞的人》
- 1986年：《战争和名誉》
- 1987年：《街角的乐士》
- 1987年：《在刮风的日子里花儿也开了》
- 1987年：《两个女人的家》
- 1988年：《危险的香气》
- 1988年：《成功时代》
- 1989年：《第二性》
- 1990年：《坠落是因为有翅膀》饰演 女学生
- 1990年：《處刑警察》饰演 李美玉
- 1990年：《南部軍》饰演 金喜淑
- 1991年：《冬日梦不飞》
- 1991年：《开辟》饰演 海月之妻
- 1991年：《血与火》饰演 崔英实
- 1992年：《明子、秋子與索妮亞》
- 1993年：《华严经 (电影)》饰演 玛尼
- 1994年：《特别来客》饰演 张艺智
- 1995年：《髮型師》饰演 杰尼丝·张
- 2002年：《無血無淚》饰演 京善
- 2004年：《下流人生》饰演 泰雄的母亲（特别出演）
- 2008年：《驚險遊戲》饰演 李慧琳
- 2018年：《我和春天有个约定》饰演 酸奶妈妈（特别出演）
- 2021年：《在你面前》飾演 尚玉
- 2021年：《緣來大飯店》饰演 凯瑟琳
- 2022年：《主播》饰演 李素贞
- 2022年：《小说家的电影》饰演 准熙
- 2022年：《塔楼上（英语：Walk Up）》饰演 海玉
- 2024年：《旅行的需求》饰演 媛珠[7]
- 2025年：《破果》饰演 爪角

## 獎項
- 1986年：第22屆百想藝術大獎－電影部門女子新人演技賞（《女王蜂》）
- 1986年：第25屆大鐘獎－女配角賞（《冬季旅人》）
- 1988年：第24屆百想藝術大獎－電影部門人氣賞（《街頭的樂士》）
- 1989年：第25屆百想藝術大獎－電影部門女子最優秀演技賞（《成功時代》）
- 1992年：第13屆青龍電影獎－女配角賞（《明子、秋子與索妮亞》）
- 1992年：第30屆大鐘獎－女配角賞（《明子、秋子與索妮亞》）
- 1995年：第31屆百想藝術大獎－女子演技獎
- 1996年：第32届东亚话剧奖—最佳女演员
- 2012年：第5届大韩民国话剧大奖—最佳女演员
- 2013年：第49届东亚话剧奖—最佳女演员
- 2022年：第19屆國際電影愛好者協會獎（英语：International Cinephile Society）－最佳女主角（《在你面前（英语：당신 얼굴 앞에서）》）
- 2022年:：第58屆百想藝術大獎－電影部門女子最優秀演技賞（《在你面前（英语：당신 얼굴 앞에서）》）
- 2022年：第23届釜山电影评论家协会奖—最佳女演员（《在你面前（英语：당신 얼굴 앞에서）》）

## 外部連結
- 李慧英在NAVER上的资料
- 李慧英在Daum上的资料
- 李慧英在韩国电影数据库（KMDb）上的資料（韓語）